# مارجريت ليتون
مارجريت ليتون (بالإنجليزية: Margaret Leighton)‏ (و. 1922 – 1976 م) هي ممثلة مسرحية، وممثلة أفلام، وممثلة تلفزيونية من المملكة المتحدة، والمملكة المتحدة لبريطانيا العظمى وأيرلندا، بدأت مشوارها المهني سنة 1938، توفيت في تشيتشستر، عن عمر يناهز 54 عاماً، بسبب تصلب متعدد.

## جوائز وترشيحات
حصلت على جوائز منها:
- جائزة توني لأفضل ممثلة مسرحية  [لغات أخرى]‏ (1962)
- جائزة توني لأفضل ممثلة مسرحية  [لغات أخرى]‏ (1957)

ترشحت لـ:
- جائزة الأوسكار لأفضل ممثلة مساعدة، عن عمل: The Go-Between (1971 film) [الإنجليزية]‏ (1971)
- جائزة توني لأفضل ممثلة مسرحية  [لغات أخرى]‏ (1963)
- جائزة توني لأفضل ممثلة مسرحية  [لغات أخرى]‏ (1960).

## وصلات خارجية
- مارجريت ليتون على موقع IMDb (الإنجليزية)
- مارجريت ليتون على موقع الموسوعة البريطانية (الإنجليزية)
- مارجريت ليتون على موقع روتن توميتوز (الإنجليزية)
- مارجريت ليتون على موقع ألو سيني (الفرنسية)
- مارجريت ليتون على موقع أول موفي (الإنجليزية)
- مارجريت ليتون على موقع قاعدة بيانات برودواي على الإنترنت (الإنجليزية)
- مارجريت ليتون على موقع قاعدة بيانات الأفلام السويدية (السويدية)
- مارجريت ليتون على موقع إن إن دي بي (الإنجليزية)
- مارجريت ليتون على موقع ديسكوغز (الإنجليزية)
- مارجريت ليتون على موقع قاعدة بيانات الفيلم (الإنجليزية)